# Championnat du monde féminin de curling 1988
Navigation
Édition précédente Édition suivante
Le Championnat du monde féminin de curling 1988, dixième édition des championnats du monde de curling, a eu lieu du 4 au 10 avril 1988 à Glasgow, au Royaume-Uni. Il est remporté par l'Allemagne de l'Ouest.